# 12 يوليو
- السبت
- الأحد
- الاثنين
- الثلاثاء
- الأربعاء
- الخميس
- الجمعة

- 283 محرم 1447  هـ
- 294 محرم 1447  هـ
- 305 محرم 1447  هـ
- 16 محرم 1447  هـ
- 27 محرم 1447  هـ
- 38 محرم 1447  هـ
- 49 محرم 1447  هـ
- 510 محرم 1447  هـ
- 611 محرم 1447  هـ
- 712 محرم 1447  هـ
- 813 محرم 1447  هـ
- 914 محرم 1447  هـ
- 1015 محرم 1447  هـ
- 1116 محرم 1447  هـ
- 1217 محرم 1447  هـ
- 1318 محرم 1447  هـ
- 1419 محرم 1447  هـ
- 1520 محرم 1447  هـ
- 1621 محرم 1447  هـ
- 1722 محرم 1447  هـ
- 1823 محرم 1447  هـ
- 1924 محرم 1447  هـ
- 2025 محرم 1447  هـ
- 2126 محرم 1447  هـ
- 2227 محرم 1447  هـ
- 2328 محرم 1447  هـ
- 2429 محرم 1447  هـ
- 2530 محرم 1447  هـ
- 261 صفر 1447  هـ
- 272 صفر 1447  هـ
- 283 صفر 1447  هـ
- 294 صفر 1447  هـ
- 305 صفر 1447  هـ
- 316 صفر 1447  هـ
- 17 صفر 1447  هـ

12 يوليو أو 12 تمُّوز أو 12 يوليه أو يوم 12 \ 7 (اليوم الثاني عشر من الشهر السابع) هو اليوم الثالث والتسعون بعد المئة (193) من السنوات البسيطة، أو اليوم الرابع والتسعون بعد المئة (194) من السنوات الكبيسة وفقًا للتقويم الميلادي الغربي (الغريغوري). يبقى بعده 172 يوما لانتهاء السنة.

## أحداث
- 1109 - الصليبيون ينجحون في الاستيلاء على ميناء طرابلس على ساحل الشام.
- 1191 - ملك إنجلترا ريتشارد قلب الأسد يتمكن من دخول عكا التي كانت خاضعة لسيطرة المسلمين، ومع هذا الدخول سقطت المدينة في يد الصليبيين.
- 1912 - فرنسا تعلن أن المغرب محمية فرنسية.
- 1917 - الألمان يستخدمون غاز الخردل القاتل لأول مرة في التاريخ وذلك في الحرب العالمية الأولى.
- 1921 - اندلاع ثورة الريف في المغرب بقيادة عبد الكريم الخطابي على الاحتلالين الإسباني والفرنسي.
- 1960 - فرنسا توافق على استقلال كل من النيجر وتشاد وفولتا العليا وساحل العاج وأفريقيا الوسطى.
- 1996 - إعادة انتخاب الرئيس إدريس ديبي رئيسًا لجمهورية تشاد.
- 1998 - المنتخب الفرنسي لكرة القدم يفوز ببطولة كأس العالم المقامة على أرضه بعد تغلبه على بطل العالم المنتخب البرازيلي بثلاثة أهداف مقابل لا شيء.
- 2002 - محكمة كندية تعطي المثليين الحق في الزواج فيما بينهم.
- 2005 - نائب رئيس الوزراء ووزير الدفاع اللبناني إلياس المر يتعرض لمحاولة اغتيال بتفجير سيارته.
- 2006 -
  - حزب الله يأسر جنديين إسرائيليين ويقتل ثمانية، مما أدى إلى قيام إسرائيل بشن حرب على لبنان استمرت لثلاثة وثلاثين يومًا.
  - مجلس الأمة الكويتي ينتخب جاسم محمد الخرافي رئيسًا له وذلك في جلسته الافتتاحية.
- 2013 - حادث قطار بريتني يخلف ستة قتلى وحوالي 30 جريحًا في ضواحي العاصمة الفرنسية باريس.
- 2014 - 18 قتيلًا في مجزرة عائلة البطش إثر قصف إسرائيلي لأحد منازل العائلة في اليوم الخامس من الحرب على غزة.
- 2016 - مقتل 25 شخصا وإصابة 50 آخرين في حادث تصادم قطارين بالقرب من مدينة أندريا بجنوب إيطاليا.
- 2017 -
  - انفصال جزء كبير من كُتلة لارسن الجليديَّة في القارَّة القُطبيَّة الجنوبيَّة، تصل مساحتها إلى 5,800 كلم2 وزنتها إلى أكثر من تريليون طن وسماكتها إلى أكثر من 200 متر.
  - القضاء البرازيلي يصدر حكماً بالسجن تسع سنوات وستة أشهر للرئيس البرازيلي السابق لويس إيناسيو لولا دا سيلفا بتهم الفساد وغسيل الأموال.
- 2020 - مقتل ما لا يقل عن 89 شخصًا وتدمير عدة قُرى في سلسلة هجمات - استمرت حتى تاريخ 26 يوليو - على أراض متنازع عليها بين مجموعة قبائل في إقليم دارفور في غرب السودان.
- 2021 -
  - مقتل ما لا يقل عن 90 شخصًا في حريق مستشفى الحسين بمدينة الناصرية جنوب العراق.
  - مقتل ما لا يقل عن 70 شخصًا واعتقال أكثر من 1200 آخرين إثر احتجاجات في جنوب أفريقيا على اعتقال الرئيس السابق جاكوب زوما بتهمة ازدراء المحكمة.
- 2024 - اندلاع حريق في مبنى سكني في منطقة المنقف بالكويت مما أودى بحياة 50 شخصًا جميعهم من الأجانب.

## مواليد
- 1596 - القيصر ميخايل رومانوف، قيصر روسيا القيصرية.
- 1817 - هنري ديفد ثورو، كاتب أمريكي.
- 1849 - ويليام أوسلر، طبيب كندي.
- 1904 - بابلو نيرودا، شاعر من تشيلي حاصل على جائزة نوبل في الأدب عام 1971.
- 1913 - ويليس لامب، عالم فيزياء أمريكي حاصل على جائزة نوبل في الفيزياء عام 1955.
- 1928 -
  - إلياس جيمس خوري، عالم كيمياء أمريكي حاصل على جائزة نوبل في الكيمياء عام 1990.
  - محمد مهدي عاكف، مرشد عام جماعة الإخوان المسلمون.
- 1929 - ناصر بن هاشم السلمان، فقيه جعفري ومدرس ديني سعودي.
- 1931 - إريك آيفيس، مؤرخ بريطاني.
- 1932 - فايدة كامل، مغنية وممثلة وسياسية مصرية.
- 1937 - ليونيل جوسبان، رئيس وزراء فرنسا.
- 1940 - مظهر أبو النجا، ممثل مصري.
- 1944 - ألكسندر براشاو، فيزيائي بريطاني.
- 1946 - روبرت فيسك، صحفي بريطاني.
- 1948 - كوجي توتاني، ممثل أداء صوتي ياباني.
- 1955 - غنتر بينكو، حكم كرة قدم نمساوي.
- 1962 - توفيق ناصر البوعلي، فقيه جعفري سعودي.
- 1973 -
  - تامر عبد المنعم، ممثل مصري.
  - كريستيان فييري، لاعب كرة قدم إيطالي.
- 1974 -
  - مروة مهران، ممثلة مصرية.
  - ستيلوس جياناكابولوس، لاعب كرة قدم يوناني.
- 1976 -
  - روعة ياسين، ممثلة سورية.
  - نهير الشمري، لاعب كرة قدم كويتي.
- 1978 -
  - توفر غريس، ممثل أمريكي.
  - ميشيل رودريغز، ممثلة أمريكية.
  - نادين تحسين بيك، ممثلة سورية.
- 1982 - أنطونيو كاسانو، لاعب كرة قدم إيطالي.
- 1984 - خولة حمدي، روائية تونسية.
- 1991 - خاميس رودريغيز، لاعب كرة قدم كولومبي.
- 1997 - ملالا يوسفزي، ناشِطَة باكستانية في مَجال تعليم الإناث.

## وفيات
- 1536 - دسيدريوس إراسموس، فيلسوف هولندي.
- 1645 - ميخايل رومانوف، قيصر روسيا القيصرية.
- 1889 - مرتضى قلي خان، فقيه مسلم وكاتب وشاعر إيراني.
- 1931 - لارس أولف ناثان سود بريلوم، رجل دين سويدي حاصل على جائزة نوبل للسلام عام 1930.
- 1949 - دوغلاس هايد، شاعر ورئيس جمهورية أيرلندا.
- 1980 - يوسف سالم، سياسي لبناني.
- 1984 - جوهر سالم، ممثل كويتي.
- 2011 - أحمد والي كرزاي، سياسي أفغاني.
- 2018 - محمد عمر المختار النجل الوحيد للمجاهد الليبي عمر المختار.
- 2021 - محمد بن إسماعيل العمراني، عالم مسلم يمني.
- 2021 - حنا عيسى، سياسي فلسطيني.

## أعياد ومناسبات
- عيد الاستقلال في ساو توميه وبرينسيب.

## وصلات خارجية
- وكالة الأنباء القطريَّة: حدث في مثل هذا اليوم.
- النيويورك تايمز: حدث في مثل هذا اليوم.
- BBC: حدث في مثل هذا اليوم.